# Paul Ritter
Paul Ritter, geboren als Simon Paul Adams (Gravesend, 20 december 1966 – Faversham, 5 april 2021), was een Brits acteur.

## Carrière
Ritter begon in 1994 met acteren in de miniserie How High the Moon, waarna hij nog meerdere rollen speelde in televisieseries en films. Hij is onder andere bekend van Hannibal Rising (2007), Quantum of Solace (2008), Harry Potter and the Half-Blood Prince (2009) en Vera (2011-2013). Naast het acteren voor televisie was hij ook actief in nationale theaters. In 2009 werd hij genomineerd voor een Tony Award voor zijn rol in het toneelstuk The Norman Conquests. Vanaf 2011 tot 2020 was hij te zien in de Britse sitcom Friday Night Dinner.
Hij overleed op 54-jarige leeftijd aan de gevolgen van een hersentumor.

## Filmografie

### Films
Selectie:
- 2007 Hannibal Rising - als gevangene Louis
- 2008 Quantum of Solace - als Guy Haines
- 2009 Harry Potter and the Half-Blood Prince - als Eldred Worple
- 2009 Nowhere Boy - als Popjoy
- 2011 The Eagle - als Galba
- 2014 Suite française - als monseigneur Dubois
- 2016 Inferno - als CRC Tech Arbogast

### Televisieseries
Uitgezonderd eenmalige gastrollen.
- 2007 Waking the Dead - als Alan Pierce - 2 afl.
- 2010 Money - als Terry Linex - 2 afl.
- 2011 Great Expectations - als Wemmick - 2 afl.
- 2011 Land Girls - als Frank Tucker - 5 afl.
- 2011 Hidden - als Stevie Quirke - 2 afl.
- 2011-2013 Vera - als Billy Cartwright - 12 afl.
- 2011-2020 Friday Night Dinner - als Martin - 37 afl.
- 2012 The Hollow Crown - als Pistol - 2 afl.
- 2014 Mapp & Lucia - als Kenneth 'Padre' Bartlett - 3 afl.
- 2014 The Game - als Bobby Waterhouse - 6 afl.
- 2014 The Bletchley Circle - als Masters - 2 afl.
- 2015 Wolf Hall - als Sir John Seymour - 2 afl.
- 2015-2018 No Offence - als Miller - 21 afl.
- 2018 Hang Ups - als Werner Lienhard - 4 afl.
- 2019 The Capture - als Marcus Levy - 3 afl.
- 2019 Chernobyl - als Anatoli Djatlov - 4 afl.
- 2019 Resistance - als generaal Ormonde Winter - 5 afl.
- 2017-2020 Cold Feet - als Benjamin Stevens - 6 afl.
- 2020 Belgravia - als Turton - 6 afl.
- 2011-2020 Friday Night Dinner - als Martin Goodman - 37 afl.

- Gemeinsame Normdatei: 119246155X
- International Standard Name Identifier: 0000 0004 3040 6386
- Library of Congress Control Number: no2013109175
- MusicBrainz: c974ab33-a23d-460d-8d36-6b41aad50dd7
- Nationale Bibliotheek van Israël: 987007361194205171
- Système universitaire de documentation: 241731232
- Virtual International Authority File: 307447876
- WorldCat: E39PBJkhPKPJcgK3dy7JvKhCQq